# Sbarramento di Lardaro

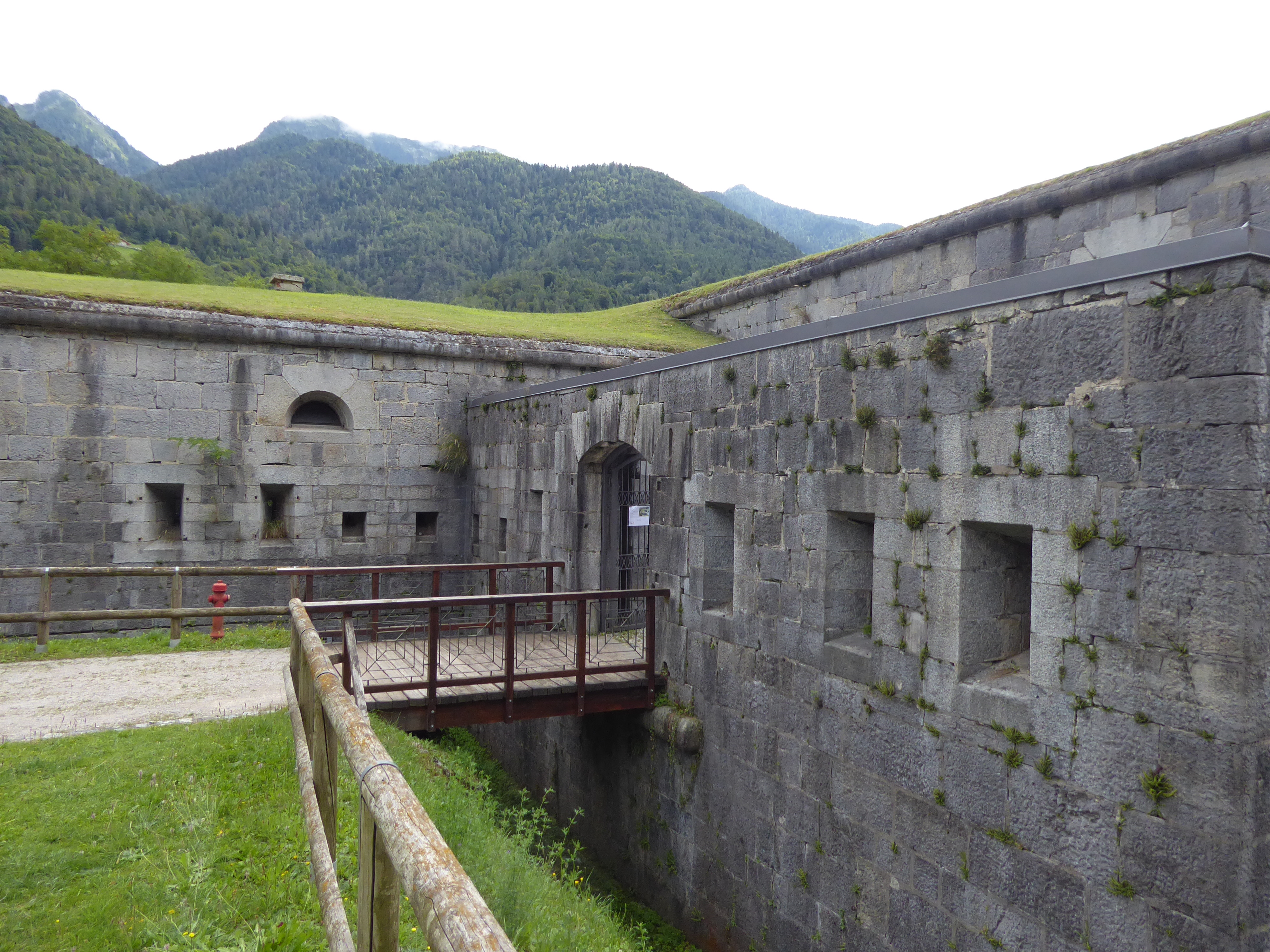
Il forte Larino

Lo sbarramento di Lardaro è un gruppo di cinque forti situati principalmente nella zona di Lardaro nella provincia autonoma di Trento.
Dei cinque forti, solamente due sono ancora in condizioni accettabili:
- forte Larino, che era il forte principale dello sbarramento, in buone condizioni;
- forte Revegler, situato circa 200 metri a sud del forte Larino: scomparso;
- forte Cariola, ne rimangono soltanto pochi resti e si trova sopra l'abitato di Por nel comune di Pieve di Bono-Prezzo;
- forte Danzolino, fatto esplodere, scomparso;
- forte Corno, si erge sopra l'abitato di Praso, ristrutturato.

## Storia
Il forte Larino, il forte Danzolino e il forte Revegler esistevano già al tempo della terza guerra di indipendenza, pur non essendo mai stati coinvolti in una battaglia. Questo sbarramento è stato invece molto importante durante la prima guerra mondiale.